# Francis Seymour-Conway (3. markiz Hertford)
Francis Charles Seymour-Conway (11 marca 1777 – 1 marca 1842 w Dorchester House), brytyjski arystokrata i polityk, jedyne dziecko Francisa Seymour-Conwaya, 2. markiza Hertford i Isabelli Anne Ingram-Shepheard, córki 9. wicehrabiego Irvine. Wiceszambelan Dworu Królewskiego w 1812 r., członek Izby Gmin z okręgu Orford (1797-1802), Lisburn (1802-1812), Antrim (1812-1818) i Camelford (1820-1822), markiz Hertford i członek Izby Lordów od 1822 r. Kawaler Orderu Podwiązki i Orderu Gwelfów. Członek Tajnej Rady.
18 maja 1798 r. poślubił wbrew woli rodziców Marię Emilię Fagniani (zm. 2 marca 1856), nieślubną córkę tancerki Marchesy Fagniani. Małżeństwo to wzbogaciło Seymoura, głównie dzięki spadkowi po 4. księciu Queensberry, który wierzył, że jest ojcem Marii Emilii. Tak samo twierdził George Selwyn, którego podarunki również powiększały kasę rodziny. Francis i Maria tworzyli początkowo zgraną parę i doczekali się razem dwóch synów i córki:
- Francis Maria Seymour-Conway (zm. listopad 1822)
- Richard Seymour-Conway (22 lutego 1800 – 25 sierpnia 1870), 4. markiz Hertford
- Henry Seymour-Conway (10 stycznia 1805 – sierpień 1859)

Małżeństwo to rozpadło się podczas podróży pary na kontynent w 1802 r. Z tej podróży do Anglii wrócił tylko Francis, jego żona do końca życia pozostała w Paryżu, aczkolwiek nigdy nie nastąpił formalny rozwód. Resztę życia książę spędził na stopniowym trwonieniu majątku. Wydał duże sumy na upiększenie swoich rezydencji Dorchester House w Londynie i St Dunstan's Villa w Regent's Park. Był wielkim znawcą sztuki. Zakupił do swej kolekcji min. Perseusza i Andromedę Tycjana i Dobrego Samarytanina Rembrandta. Kupował również dzieła sztuki dla księcia Walii. Dzięki jego zakupom królewska kolekcja wzbogaciła się o liczne działa mistrzów flamandzkich i holenderskich.
Lord Herford jest pierwowzorem postaci Lorda Steyna z Targowiska próżności Thackeraya i postaci markiza Monmoutha z Coningsby'ego' Disraelego.